# Daisy Edgar-Jones
Daisy Edgar-Jones, née le 24 mai 1998 à Londres, est une actrice britannique.
Elle se fait connaître en 2020 grâce à la série Normal People diffusée en France sur M6 

## Biographie
Daisy Jessica Edgar-Jones naît à Islington, un quartier de Londres. Sa mère est monteuse et son père directeur de chaînes de télévision. 
Elle découvre le théâtre adolescente et intègre le National Youth Theatre à 14 ans.

## Carrière
Daisy Edgar-Jones fait ses débuts à la télé avec la série Cold Feet en 2016. 
Elle apparaît pour un second rôle dans la série La Guerre des Mondes diffusée sur Canal + en 2019. 
C'est grâce à la mini-série Normal People qu'elle connaît en 2020 le succès public et critique,. La série est l'adaptation du livre éponyme écrit par Sally Rooney, une histoire d’amour et d’amitié passionnelle entre deux Irlandais de milieux sociaux différents. La série atteint des records d'audience sur la BBC,. 
Selon Vogue, la série suscite des discussions passionnées et fait des deux acteurs principaux des « stars instantanées ». Daisy Edgar-Jones remporte grâce à ce rôle le premier prix Madame Figaro Rising Star Award à CanneSéries 2020. Egalement en 2020, le Vogue anglais intègre Daisy Edgar-Jones dans sa liste des 25 femmes les plus influentes en Grande-Bretagne, une liste des « femmes visionnaires qui guident la Grande-Bretagne avec prescience, puissance et équilibre »,,,.
En 2022, elle joue dans le thriller Fresh de Mimi Cave aux côtés de Sebastian Stan. Le film est diffusé sur Hulu et Disney+, ainsi que la série policière Sur ordre de Dieu avec Andrew Garfield, Billy Howle, Sam Worthington, ou encore Wyatt Russell et le film Là où chantent les écrevisses.

## Filmographie

### Cinéma

#### Longs métrages
- 2018 : Pond Life de Bill Buckhurst : Cassie
- 2022 : Là où chantent les écrevisses (Where the Crawdads Sing) d'Olivia Newman : Kya Clark
- 2022 : Fresh de Mimi Cave : Noa
- 2024 : Twisters de Lee Isaac Chung : Kate Carter
- 2024 : Les Indomptés (On Swift Horses) de Daniel Minahan : Muriel
- TBA : Voyagers de Sebastián Lelio : Ann Druyan

### Télévision

#### Séries télévisées
- 2016 : Outnumbered, épisode Christmas Special 2016 : Kate
- 2016-2020 : Cold Feet : Amours et petits bonheurs (Cold Feet), 27 épisodes : Olivia Marsden
- 2017 : Affaires non classées (Silent Witness), saison 20, épisodes 3 et 4 : Jessica Timpson
- 2019 : Gentleman Jack, saison 1, épisodes 3 et 4 : Delia Rowson
- 2019-2022 : La Guerre des mondes (War of the Worlds), 17 épisodes : Emily Gresham
- 2020 : Normal People, 12 épisodes : Marianne Sheridan
- 2022 : Sur ordre de Dieu (Under the Banner of Heaven), 7 épisodes (mini-série) : Brenda Lafferty

#### Téléfilm
- 2020 : Albion de Rupert Goold et Rhodri Huw : Zara (retransmission de la pièce de théâtre pour la télévision)

#### Court métrage
- 2020 : Normal People Confessions de Lenny Abrahamson : Marianne Sheridan

## Théâtre
- 2017 : The Reluctant Fundamentalist d'après Mohsin Hamid, mise en scène Prasanna Puwanarajah, Yard Theatre (Londres) : April
- 2020 : Albion de Mike Bartlett, mise en scène Rupert Goold, Almeida Theatre (Londres) : Zara

## Distinctions

### Nominations
- Golden Globes 2021 : Meilleure actrice dans une mini série pour Normal People [10]
- Golden Globes 2023 : Meilleure actrice dans un second rôle dans une mini-série, une anthologie ou un téléfilm pour Sur ordre de Dieu